# Klara Fehrlin
Klara Fehrlin (* 21. November 1895 in Lichtensteig; † 28. November 1985 in St. Gallen) war eine Schweizer Malerin, Bildhauerin und Kunstgewerblerin.

## Leben und Werk
Klara Fehrlin war eine Tochter des aus St. Peterzell stammenden Prokuristen Otto Schweizer († 1937) und seiner Frau Anna, geborene Fischbacher. Als ihr Vater 1900 zum Direktor der Toggenburger Bank berufen wurde, zog die wohlhabende Familie von Lichtensteig nach St. Gallen. Am Gymnasium lernte Klara ihren späteren Ehemann Hans Fehrlin (1894–1968) kennen.
Nach bestandener Matura studierte sie von 1915 bis 1917 an der Akademie der Bildenden Künste München und besuchte an der Universität München kunstgeschichtliche Vorlesungen bei Heinrich Wölfflin. Aus gesundheitlichen Gründen musste sie ihr Studium abbrechen. Nach einem Kuraufenthalt in Arosa erlernte sie die Emailtechnik an der Ecole des Beaux-Arts in Lausanne.
Ab 1918 lebte sie wieder in St. Gallen und nahm Privatunterricht bei Theo Glinz. Zudem besuchte sie die Gewerbeschule St. Mangen, wo sie von August Wanner und Wilhelm Meier unterrichtet wurde. An der Schule freundete sie sich mit Maria Geroe-Tobler an. Gemeinsam unternahmen sie Studienreisen, auch arbeiteten sie zusammen.
Als sich Klara Schweizer 1920 in Bern als selbstständige Künstlerin niederliess, wohnte eine Zeit lang Maria Geroe-Tobler bei ihr. Später lernte sie durch Geroe-Tobler Hermann Hesse kennen. In ihrem Atelier in Bern entwarf Klara Schweizer im Auftrag eines Handarbeitsgeschäfts Muster für Wandteppiche und unterrichtete Aktzeichnen. Zudem begann sie, sich der Malerei zu widmen. Hans Fehrlin studierte in diesen Jahren an der Universität Bern und erhielt nach seinem Doktorexamen 1924 eine Anstellung an der Stadtbibliothek Bern. Im gleichen Jahr heiratete das Paar und wohnte auf dem elterlichen Anwesen von Alice Balmer-von Tscharner (1903–2004) in Muri bei Bern, wo auch der Sohn Wolfram geboren wurde. Alice Balmer-von Tscharner war die Ehefrau des Organisten und Pianisten Hans Balmer.
Bald darauf erhielt Hans Fehrlin eine Anstellung als Stadtbibliothekar in St. Gallen. In der Folge kehrte die Familie in die Ostschweiz zurück. Dank mütterlicher Unterstützung konnte Klara Fehrlin sich weiterhin künstlerisch betätigen und schnitzte unter anderem Marionetten und nähte die Kostüme dazu. 1926 gründete sie zusammen mit Alice Balmer-von Tscharner das Berner Marionetten-Theater. 
1928 führten sie zusammen an der Schweizerischen Ausstellung für Frauenarbeit (SAFFA) in Bern zwei Marionettenspiele auf. Es waren das Kinderstück Die drei Wünsche und für das erwachsene Publikum Gevatter Tod. Zudem belegte ihr Plakat an der SAFFA den zweiten Platz. Danach inszenierten Fehrlin und Balmer-von Tscharner einige Stücke im Saal des Hotels «Ratskeller». Die Inszenierung von Gevatter Tod 1933/1934 war das letzte Stück des Berner Marionetten-Theaters. Balmer-von Tscharner unterstützte auch später Klara Fehrlin bei Aufführungen von Puppenspielen und vermittelte ihr weitere Aufträge. 
1932 besuchte Klara Fehrlin in Berlin einen Kurs in Modezeichnen. Sie entwarf in der Folge nicht nur Theaterkostüme für ihre Puppenspiele, sondern schrieb und illustrierte auch Beiträge zu zeitgenössischen Modefragen. 1938 unternahm sie eine längere Studienreise und besuchte Maria Geroe-Tobler in Paris. Ab den späten 1930er-Jahren schuf sie zahlreiche Plastiken in Holz und Bronze. 
Klara Fehrlin war von 1951 bis 1979 Mitglied der St. Galler Sektion der Schweizerischen Gesellschaft Bildender Künstlerinnen (SGBK) und stellte ihre Werke in verschiedenen Gruppenausstellungen in Lausanne, Bern und Zürich aus. Ihr Werk umfasst Malerei, Stillleben, Porträts, Skulpturen, Grafiken, Holzschnitzerei, Linolschnitte, Exlibris, Glasmalerei, Zeichnungen, Illustrationen und Wandteppiche.
Der Rapperswiler Kunsthistoriker Peter Röllin zeigte 1989 Werke von ihr in der Ausstellung Stickerei-Zeit. Kultur und Kunst in St. Gallen im Kunstmuseum St. Gallen.